# مقاطعة فيغو (إنديانا)
مقاطعة فيغو (بالإنجليزية: Vigo County, Indiana)‏ هي إحدى مقاطعات ولاية إنديانا في الولايات المتحدة. ، بلغ عدد سكانها 107848 نسمة في عام 2010 حسب إحصاء مكتب تعداد الولايات المتحدة .

## أعلام
- جوزيف هاميلتون لامبرت

## وصلات خارجية
- www.vigocounty.org
- United States Counties